# 交易大樓

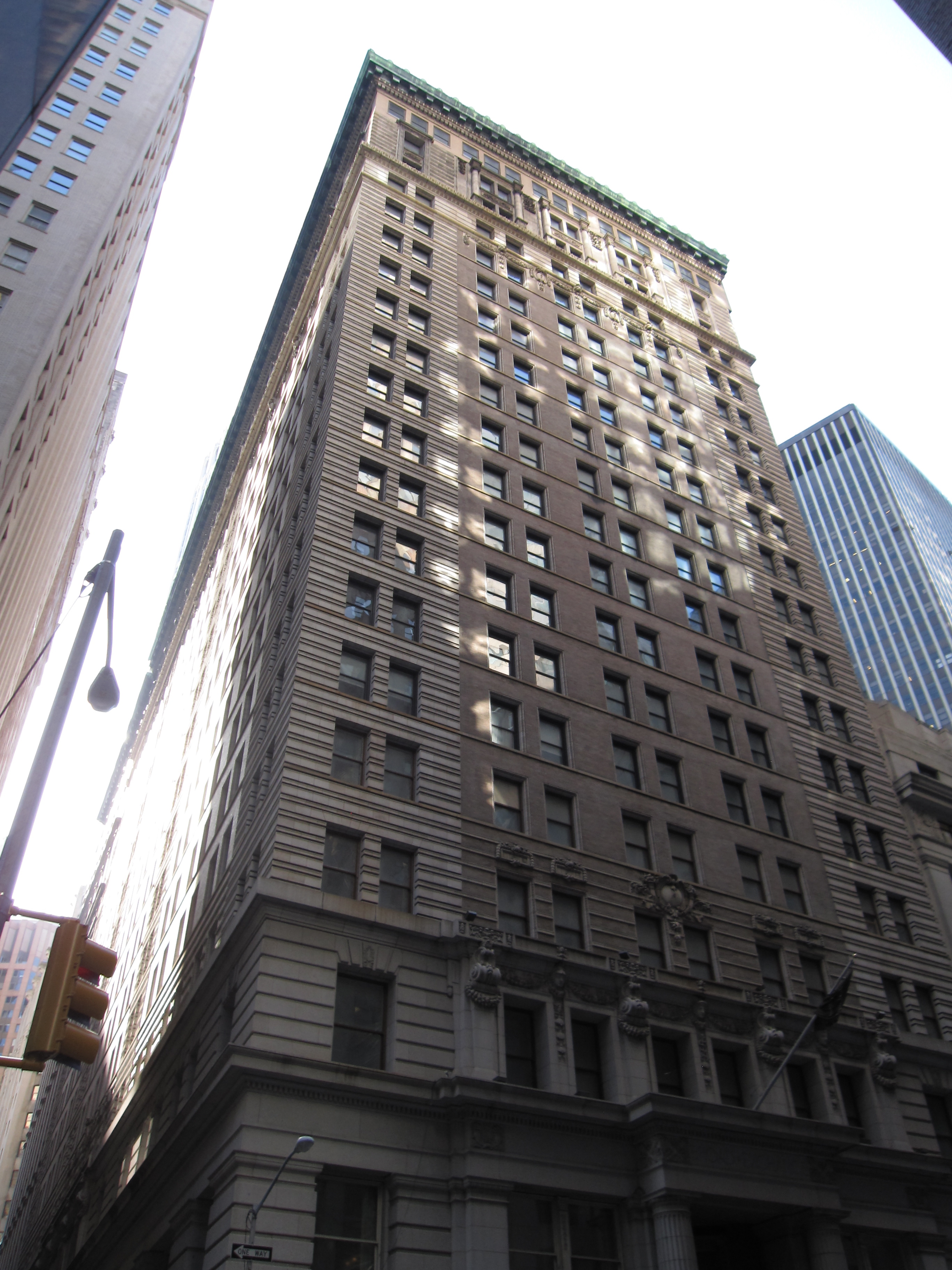

交易大樓（英語：Broad Exchange Building），又名寬街25號（25 Broad Street），是位於美國紐約市下曼哈頓曼哈頓金融區中心百老街25號的一座歷史建築。交易大樓興建於1900年。1997年，交易大樓進行改建，成為一座高檔公寓。現在交易大樓是紐約市地標之一。